# Hypo Tirol Bank

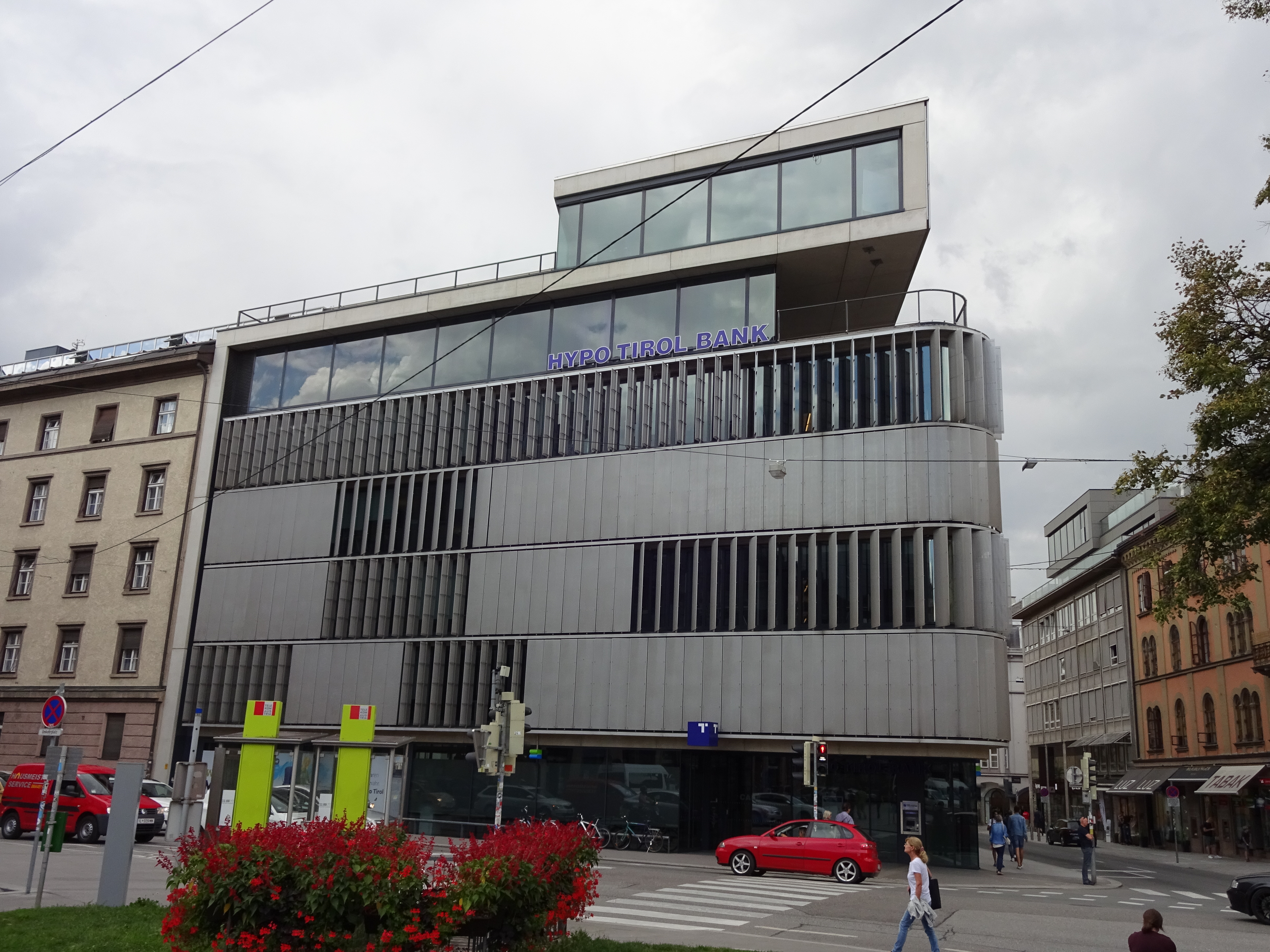
Zentrale der Hypo Tirol Bank am Bozner Platz in Innsbruck

Die Hypo Tirol Bank ist eine regional agierende Universalbank, die 1901 vom und für das Land Tirol und seine Menschen gegründet worden ist. Sie befindet sich bis heute zu 100 Prozent im Besitz des Landes Tirol. Diese Stellung spiegelt sich auch im Firmen-Claim „Unsere Landesbank“ wider. Die Hypo Tirol ist Mitglied des Verbands der österreichischen Landes-Hypothekenbanken.

## Geschichte
Ab Mitte des 19. Jahrhunderts kämpfte die Tiroler Landwirtschaft und damit ein Großteil der Menschen mit massiven Problemen: Exorbitante Bodenverschuldung, Realteilung, Missernten und Billigimporte gefährdeten die Existenz. Da es kein öffentliches Grundbuch gab, in dem Besitz und Belastungen verzeichnet waren, erhielten in Not Geratene kaum Kredite – und wenn, dann oft zu Wucherkonditionen. Das hatte zur Folge, dass tausende Höfe meist weit unter ihrem Wert zwangsversteigert wurden, weil die Eigentümer in Konkurs gehen mussten. Zusätzlich bedrohte die Erbteilung das landwirtschaftliche Gefüge. In vielen Regionen Tirols wurde der Besitz unter den männlichen Erbberechtigten aufgeteilt. Das führte zu einer Zerstückelung von Hofanlagen, Grund und Boden. Die immer kleiner werdenden Flächen konnten die Familien nicht mehr ernähren. Die Landesregierung erkannte den Handlungsbedarf. Bereits 1865 gab es Ansätze, eine Bodenkreditanstalt zu gründen, um den Bauern unter die Arme zu greifen. Aber erst gegen Ende des Jahrhunderts gelang es, eine Änderung des veralteten Agrarrechts auf den Weg zu bringen – dank der Hartnäckigkeit einiger Politiker, vor von Karl von Grabmayr (1848 bis 1923), der als Gründungsvater der Tirolischen Landes-Hypothekenanstalt gilt. Als Politiker und Funktionär brachte Grabmayr entscheidende Reformen und Gesetze in Innsbruck und Wien auf den Weg. Für Tirol besonders bedeutsam waren die Einführung des Grundbuchs und eine umfassende Agrarreform, die zur Gründung der Tirolischen Landes-Hypothekenanstalt führte. Am 1. Jänner 1901 nahm die Tirolische Landes-Hypothekenanstalt ihre Geschäfte auf. Angesiedelt im Nordflügel des Landhauses bestand die Hauptaufgabe des Instituts darin, den Realkreditbedarf der Landwirtschaft zu decken und „die öffentlichen Interessen zu fördern“ – was der Tirolischen Landes-Hypothekenanstalt ein Alleinstellungsmerkmal bescheren und sie in den folgenden Jahrzehnten zu einer echten Landesbank für alle Tirolerinnen und Tiroler machen sollte.

## Organisation
17 Geschäftsstellen in den Bezirkshauptstädten und Ballungsräumen in Nord- und Osttirol sowie zwei Selbstbedienungs-Standorte in Innsbruck bilden die Vor-Ort Infrastruktur. In der Bundeshauptstadt Wien ist die Tiroler Landesbank mit einer Niederlassung vertreten, fungiert dort jedoch als Nischenanbieter mit dem Fokus auf gehobene Veranlagung sowie gewerbliche Wohnbaufinanzierungen.

## Geschäftsmodell
Die Kernkompetenz der Hypo Tirol besteht in Finanzdienstleistungen für Privat- und Firmenkunden sowie Freiberuflerinnen und Freiberufler, Private–Banking–Kunden und Öffentliche Institutionen im Kernmarkt Tirol und Wien. Die Landesbank betreut Kundinnen und Kunden sowohl in allen Belangen des täglichen Finanzlebens als auch bei strategischen Kapitalgeschäften wie Wohnbau- und Unternehmensfinanzierungen sowie Spar- und Anlagestrategien. Ergänzt wird das Angebot durch Online-Dienste.

## Kapitalanlage
Bei den Österreichischen Dachfondsawards zählt die Tiroler Landesbank seit Jahren zu den renommierten Anwärtern auf einen Podiumsplatz. 2021 wurden Fonds der Hypo Tirol mit Bronze, Silber und Gold ausgezeichnet. Das Fachmagazin „Elite Report“ zeichnet jährlich die besten Vermögensberater im deutschsprachigen Raum aus und hat die Hypo Tirol Bank 2021 zum dritten Mal in Folge als einzige Tiroler Bank mit der höchsten Auszeichnung „summa cum laude“ bewertet. Bewertet wurden Vermögensanalyse, das Research, Anlagestrategie und Rendite nach Kosten.

## Rating
| Nicht garantierte Verbindlichkeiten | S&P            |
| ----------------------------------- | -------------- |
| Langfristige Bankeinlagen           | A              |
| Kurzfristige                        | A-1            |
| Nachrangige Fremdmittel             | -              |
| Ausblick                            | positiv        |
| Nachhaltigkeit                      | ISS ESG        |
| ESG Corporate Rating                | C-Prime Status |

Stand August 2022

## Bilanzkennzahlen
| Bilanzsumme in MEUR                        | 7.958  |
| Forderungen an Kunden in MEUR              | 5.524  |
| Verbindlichkeiten gegenüber Kunden in MEUR | 3.778  |
| Ergebnis vor Steuern in TEUR               | 62.209 |
| Kernkapitalquote in %                      | 17,64  |
| Personalstand                              | 491    |

Zum 31. Dezember 2023

## Nachhaltigkeit
Nachhaltiges Denken und Handeln wird sukzessive in Prozesse, Planungs- und Entscheidungsgremien integriert, ist in den Unternehmenszielen verankert und in einer unternehmensweiten Nachhaltigkeitsstrategie festgeschrieben.
Über die Bemühungen und Fortschritte legt die Hypo Tirol Bank jährlich Rechenschaft ab – in Form eines Nachhaltigkeitsberichts als integrativer Bestandteil des Geschäftsberichts. Von der internationalen Ratingagentur für Nachhaltigkeit „ISS ESG“ ist die Hypo Tirol Bank seit 2020 im sogenannten „Prime“-Status bewertet und zählt damit zu den nachhaltigsten Finanzinstituten weltweit. Seit 2022 ist die Landesbank (Standort Zentrale) auch Mitglied des Klimabündnis Tirols.

## Arbeitgeber
Die Hypo Tirol Bank erhielt 2022 den Titel „Familienfreundlichster Betrieb“.

## Tochtergesellschaften
Die Hypo Tirol Versicherungsmakler fokussieren sich auf die Segmente Freie Berufe und Firmenkunden. Als unabhängiger Versicherungsmakler bietet die 100-prozentige Tochter der Hypo Tirol Bank AG ihren Kundinnen und Kunden Lösungen auf Basis einer strukturierten Risikoanalyse. Das Ergebnis ist ein umfassendes Risikomanagement-Konzept. Die Hypo Tirol Versicherungsmakler GmbH ist Ende 2021 eine strategische Allianz mit dem Ersten Tiroler Versicherungsdienst (ETVD) eingegangen  und hat die Geschäftsanteile der GmbH übernommen. Mit diesem Schritt entstand einer der größten Versicherungsmakler Westösterreichs. Der 1956 gegründete ETVD bleibt namentlich weiter bestehen.
Die Hypo Immobilien Betriebs GmbH wurde 2013 gegründet. Sie ist ebenfalls eine 100-prozentige Tochter der Hypo Tirol Bank AG. In ihrer Verantwortung befindet sich das gesamte Leasing- und Immobiliengeschäft. Der Aufgabenbereich umfasst im Immobiliensegment die Verwaltung der Beteiligungen und das Management des Immobilienbestands des Hypo Tirol Konzerns. Dieser setzt sich aus Wohnungen, Büros, Gewerbeobjekten sowie Autoabstellplätzen zusammen und wird von der Bank selbst bzw. von Objektgesellschaften gehalten. Im Leasing-Segment konzentriert sich die Zusammenarbeit vor allem auf Unternehmen im Bereich Mobilienleasing sowie auf Gemeinden und Öffentliche Institutionen zur Finanzierung von Infrastrukturprojekten. Das Zukunftsprojekt des Leasingbereichs ist die Finanzierung des nachhaltigen Wandels für Tiroler Unternehmen. Die Hypo Tirol Leasing GmbH ist langjähriges Mitglied im Verband Österreichischer Leasinggesellschaften.

## Logo
Das aktuelle Logo der Hypo Tirol geht auf eine Änderung im Jahr 2020 zurück und stärkt durch seine Analogie zum Landeslogo den Wiedererkennungswert als Landesunternehmen Im Zentrum steht der Tiroler Adler als Wappentier des Landes und damit auch als Identifikationssymbol für viele Tirolerinnen und Tiroler. Das Quadrat ist eines der ältesten Symbole der Menschheit. Gemäß den vier gleichen Seitenlängen wird es mit folgenden vier Assoziationen in Verbindung gebracht: Schutz, Sicherheit, Ordnung und Planung. In Kombination mit der Logo-Farbe „Dunkelblau“, die in der Farbpsychologie für Kompetenz, Seriosität, Ruhe und Sicherheit steht, spiegeln diese beiden Stilelemente die Haltung als Finanzpartner der Tirolerinnen und Tiroler wider.